# Copa do Mundo de Hóquei sobre a grama Masculino de 2018
A Copa do Mundo de Hóquei sobre a grama Masculino de 2018 (em inglês: 2018 Men's Hockey World Cup) foi a décima quarta edição deste torneio, sob organização da Federação Internacional de Hóquei (FIH) em conjunto com a Federação Indiana de Hóquei. A cidade de Bhubaneswar, na Índia, sediou o evento.
Esta edição do citado campeonato marcou a volta de dezesseis participantes, fato este que havia ocorrido pela última vez na edição de 2002, sediada em Kuala Lumpur, capital da Malásia. Um novo sistema qualificatório idealizado pela FIH também estreou visando a presente competição.
A seleção da Austrália era até então bi-campeã desta Copa do Mundo. Com a conquista inédita da Bélgica, o Paquistão continua como recordista de títulos deste campeonato.

## Equipes participantes
As dezesseis seleções presentes em Bhubaneswar vieram de diferentes torneios. O processo qualificatório foi anunciado pela Federação Internacional de Hóquei, em julho de 2015.
No geral, os cinco campeões continentais garantiram vagas diretas. Se somaram ao grupo os dez primeiros colocados na Liga Mundial 2016/2017, além da nação que recebe o evento. Entre parêntesis, segue-se o posicionamento de cada seleção qualificada no ranking masculino da FIH (até o final do processo qualificatório).
| Datas                      | Evento                                  | Sede                         | Qualificado(s)                                                                            |
| -------------------------- | --------------------------------------- | ---------------------------- | ----------------------------------------------------------------------------------------- |
| 7 de Novembro de 2013      | País sede                               | País sede                    | Índia (6)                                                                                 |
| 15 a 25 de Junho de 2017   | Semi-finais da Liga Mundial de 2016-17  | Londres, Inglaterra          | Inglaterra (7) · Malásia (12) · Canadá (11) · Paquistão (13) · China (17)                 |
| 8 a 23 de Julho de 2017    | Semi-finais da Liga Mundial de 2016-17  | Johannesburgo, África do Sul | Bélgica (3) · Alemanha (5) · Nova Zelândia (8) · Espanha (9) · Irlanda (10) · França (16) |
| 4 a 12 de Agosto de 2017   | Copa Pan-Americana de 2017              | Lancaster, Estados Unidos    | Argentina (2)                                                                             |
| 19 a 27 de Agosto de 2017  | EuroHockey Nations Championship de 2017 | Amstelveen, Países Baixos    | Países Baixos (4)                                                                         |
| 11 a 15 de Outubro de 2017 | Copa da Oceania de 2017                 | Sydney, Austrália            | Austrália (1)                                                                             |
| 11 a 22 de Outubro de 2017 | Copa Asiática de 2017                   | Dhaka, Bangladesh            | —                                                                                         |
| 22 a 29 de Outubro de 2017 | Copa Africana de Nações de 2017         | Ismaília, Egito              | África do Sul (15)                                                                        |

- Observação: como a Índia conquistou a Copa da Ásia de 2017 (sendo o país sede da Copa do Mundo de 2018), a sua vaga continental foi outorgada para a China, por ser a nação asiática de melhor posição nas semi-finais da Liga Mundial 2016/2017 ausente no grupo dos qualificados ao mundial.[8]

### Curiosidades
Esta Copa do Mundo marcou o retorno das seleções francesa e irlandesa à competição (suas últimas participações foram em Lahore no ano de 1990), além da estreia dos chineses em um mundial.
Alemanha, Espanha, Índia e Países Baixos formam o grupo de países que participaram de todas as edições deste torneio que contou o retorno do Paquistão, ausente nesta competição em 2014.

## Regulamento
As dezesseis seleções foram separadas em quatro grupos com igual número de participantes para cada. Ao final de três rodadas, dentro das chaves, os quatro primeiros colocados garantiram presença nas quartas-de-final.
Os segundos e terceiros colocados de cada grupo disputaram um playoff classificatório, no qual os vencedores avançaram para as quartas-de-finais. A partir desta fase as partidas foram eliminatórias, indo às semi-finais, contemplando a partida pelo terceiro lugar e a disputa do título desta Copa do Mundo.

## Jogos
As partidas referentes à 14ª Copa do Mundo de Hóquei sobre a grama Masculino foram realizadas no Kalinga Stadium, o tradicional estádio multidesporto de Bhubaneswar. O calendário desta competição foi oficialmente apresentado em 27 de fevereiro de 2018, cujos confrontos estão dispostos mais abaixo.
Observação: todas as partidas seguem o fuso horário local (UTC+5:30).

### Primeira fase

#### Grupo A
1ª rodada
| 29 de Novembro |           |     |         |         |  |  |
| 17:00          | Argentina | 4-3 | Espanha | Reporte |  |  |

| 29 de Novembro |               |     |        |         |  |  |
| 19:00          | Nova Zelândia | 2-1 | França | Reporte |  |  |

2ª rodada
| 3 de Dezembro |         |     |        |         |  |  |
| 17:00         | Espanha | 1-1 | França | Reporte |  |  |

| 3 de Dezembro |               |     |           |         |  |  |
| 19:00         | Nova Zelândia | 0-3 | Argentina | Reporte |  |  |

3ª rodada
| 6 de Dezembro |         |     |               |         |  |  |
| 17:00         | Espanha | 2-2 | Nova Zelândia | Reporte |  |  |

| 6 de Dezembro |           |     |        |         |  |  |
| 19:00         | Argentina | 3-5 | França | Reporte |  |  |

Classificação - Grupo A
| Equipe        | Pts | J | V | E | D | GF | GC | Saldo |
| ------------- | --- | - | - | - | - | -- | -- | ----- |
| Argentina     | 6   | 3 | 2 | 0 | 1 | 10 | 8  | +2    |
| França        | 4   | 3 | 1 | 1 | 1 | 7  | 6  | +1    |
| Nova Zelândia | 4   | 3 | 1 | 1 | 1 | 4  | 6  | -2    |
| Espanha       | 2   | 3 | 0 | 2 | 1 | 6  | 7  | -1    |

#### Grupo B
1ª rodada
| 30 de Novembro |           |     |         |         |  |  |
| 17:00          | Austrália | 2-1 | Irlanda | Reporte |  |  |

| 30 de Novembro |            |     |       |         |  |  |
| 19:00          | Inglaterra | 2-2 | China | Reporte |  |  |

2ª rodada
| 4 de Dezembro |            |     |           |         |  |  |
| 17:00         | Inglaterra | 0-3 | Austrália | Reporte |  |  |

| 4 de Dezembro |         |     |       |         |  |  |
| 19:00         | Irlanda | 1-1 | China | Reporte |  |  |

3ª rodada
| 7 de Dezembro |           |      |       |         |  |  |
| 17:00         | Austrália | 11-0 | China | Reporte |  |  |

| 7 de Dezembro |         |     |            |         |  |  |
| 19:00         | Irlanda | 2-4 | Inglaterra | Reporte |  |  |

Classificação - Grupo B
| Equipe     | Pts | J | V | E | D | GF | GC | Saldo |
| ---------- | --- | - | - | - | - | -- | -- | ----- |
| Austrália  | 9   | 3 | 3 | 0 | 0 | 16 | 1  | +15   |
| Inglaterra | 4   | 3 | 1 | 1 | 1 | 6  | 7  | -1    |
| China      | 2   | 3 | 0 | 2 | 1 | 3  | 14 | -11   |
| Irlanda    | 1   | 3 | 0 | 1 | 2 | 4  | 7  | -3    |

#### Grupo C
1ª rodada
| 28 de Novembro |         |     |        |         |  |  |
| 17:00          | Bélgica | 2-1 | Canadá | Reporte |  |  |

| 28 de Novembro |       |     |               |         |  |  |
| 19:00          | Índia | 5-0 | África do Sul | Reporte |  |  |

2ª rodada
| 2 de Dezembro |        |     |               |         |  |  |
| 17:00         | Canadá | 1-1 | África do Sul | Reporte |  |  |

| 2 de Dezembro |       |     |         |         |  |  |
| 19:00         | Índia | 2-2 | Bélgica | Reporte |  |  |

3ª rodada
| 8 de Dezembro |         |     |               |         |  |  |
| 17:00         | Bélgica | 5-1 | África do Sul | Reporte |  |  |

| 8 de Dezembro |        |     |       |         |  |  |
| 19:00         | Canadá | 1-5 | Índia | Reporte |  |  |

Classificação - Grupo C
| Equipe        | Pts | J | V | E | D | GF | GC | Saldo |
| ------------- | --- | - | - | - | - | -- | -- | ----- |
| Índia         | 7   | 3 | 2 | 1 | 0 | 12 | 3  | +9    |
| Bélgica       | 7   | 3 | 2 | 1 | 0 | 9  | 4  | +5    |
| Canadá        | 1   | 3 | 0 | 1 | 2 | 3  | 8  | -5    |
| África do Sul | 1   | 3 | 0 | 1 | 2 | 2  | 11 | -9    |

#### Grupo D
1ª rodada
| 1 de Dezembro |               |     |         |         |  |  |
| 17:00         | Países Baixos | 7-0 | Malásia | Reporte |  |  |

| 1 de Dezembro |          |     |           |         |  |  |
| 19:00         | Alemanha | 1-0 | Paquistão | Reporte |  |  |

2ª rodada
| 5 de Dezembro |          |     |               |         |  |  |
| 17:00         | Alemanha | 4-1 | Países Baixos | Reporte |  |  |

| 5 de Dezembro |         |     |           |         |  |  |
| 19:00         | Malásia | 1-1 | Paquistão | Reporte |  |  |

3ª rodada
| 9 de Dezembro |         |     |          |         |  |  |
| 17:00         | Malásia | 3-5 | Alemanha | Reporte |  |  |

| 9 de Dezembro |               |     |           |         |  |  |
| 19:00         | Países Baixos | 5-1 | Paquistão | Reporte |  |  |

Classificação - Grupo D
| Equipe        | Pts | J | V | E | D | GF | GC | Saldo |
| ------------- | --- | - | - | - | - | -- | -- | ----- |
| Alemanha      | 9   | 3 | 3 | 0 | 0 | 10 | 4  | +6    |
| Países Baixos | 6   | 3 | 2 | 0 | 1 | 13 | 5  | +8    |
| Paquistão     | 1   | 3 | 0 | 1 | 2 | 2  | 7  | -5    |
| Malásia       | 1   | 3 | 0 | 1 | 2 | 4  | 13 | -9    |

Grupos da Primeira Fase - Regras gerais (Appendix 5): 
- Convenções: Pts = pontos, J = jogos, V = vitórias, E = empates, D = derrotas, GF = gols feitos, GC = gols contra, Saldo = diferença de gols.
- Critérios de pontuação: vitória = 3, empate = 1, derrota = 0.
- Critérios de desempate: 1º pontos, 2º diferença de gols, 3º gols feitos, 4º confronto direto.

### Segunda fase
Seguem-se, abaixo, as partidas desta fase da competição.
Resumo
|  | Playoffs       | Playoffs       |                |       | Quartas-de-finais | Quartas-de-finais |   |  | Semi-finais | Semi-finais |  |  | Final | Final |
|  |                |                |                |       |                   |                   |   |  |             |             |  |  |       |       |
|  |                |                |                |       |                   |                   |   |  |             |             |  |  |       |       |
|  |                |                |                |       |                   |                   |   |  |             |             |  |  |       |       |
|  |                |                |                |       |                   |                   |   |  |             |             |  |  |       |       |
|  | 12 de Dezembro |                |                |       |                   |                   |   |  |             |             |  |  |       |       |
|  |                |                |                |       |                   |                   |   |  |             |             |  |  |       |       |
|  | Argentina      | 2              |                |       |                   |                   |   |  |             |             |  |  |       |       |
|  | Argentina      | 2              | 10 de Dezembro |       |                   |                   |   |  |             |             |  |  |       |       |
|  |                |                | Inglaterra     | 3     |                   |                   |   |  |             |             |  |  |       |       |
|  | Inglaterra     | 2              | Inglaterra     | 3     |                   |                   |   |  |             |             |  |  |       |       |
|  | Inglaterra     | 2              | 15 de Dezembro |       |                   |                   |   |  |             |             |  |  |       |       |
|  | Nova Zelândia  | 0              |                |       |                   |                   |   |  |             |             |  |  |       |       |
|  | Nova Zelândia  | 0              | Inglaterra     | 0     |                   |                   |   |  |             |             |  |  |       |       |
|  |                |                | Inglaterra     | 0     |                   |                   |   |  |             |             |  |  |       |       |
|  |                | Bélgica        | 6              |       |                   |                   |   |  |             |             |  |  |       |       |
|  |                | Bélgica        | 6              |       |                   |                   |   |  |             |             |  |  |       |       |
|  | 13 de Dezembro |                |                |       |                   |                   |   |  |             |             |  |  |       |       |
|  |                |                |                |       |                   |                   |   |  |             |             |  |  |       |       |
|  | Alemanha       | 1              |                |       |                   |                   |   |  |             |             |  |  |       |       |
|  | Alemanha       | 1              | 11 de Dezembro |       |                   |                   |   |  |             |             |  |  |       |       |
|  |                |                | Bélgica        | 2     |                   |                   |   |  |             |             |  |  |       |       |
|  | Bélgica        | 5              | Bélgica        | 2     |                   |                   |   |  |             |             |  |  |       |       |
|  | Bélgica        | 5              | 16 de Dezembro |       |                   |                   |   |  |             |             |  |  |       |       |
|  | Paquistão      | 0              |                |       |                   |                   |   |  |             |             |  |  |       |       |
|  | Paquistão      | 0              | Bélgica        | 0 (3) |                   |                   |   |  |             |             |  |  |       |       |
|  |                |                | Bélgica        | 0 (3) |                   |                   |   |  |             |             |  |  |       |       |
|  |                | Países Baixos  | 0 (2)          |       |                   |                   |   |  |             |             |  |  |       |       |
|  |                | Países Baixos  | 0 (2)          |       |                   |                   |   |  |             |             |  |  |       |       |
|  | 12 de Dezembro |                |                |       |                   |                   |   |  |             |             |  |  |       |       |
|  |                |                |                |       |                   |                   |   |  |             |             |  |  |       |       |
|  | Austrália      | 3              |                |       |                   |                   |   |  |             |             |  |  |       |       |
|  | Austrália      | 3              | 10 de Dezembro |       |                   |                   |   |  |             |             |  |  |       |       |
|  |                |                | França         | 0     |                   |                   |   |  |             |             |  |  |       |       |
|  | França         | 1              | França         | 0     |                   |                   |   |  |             |             |  |  |       |       |
|  | França         | 1              | 15 de Dezembro |       |                   |                   |   |  |             |             |  |  |       |       |
|  | China          | 0              |                |       |                   |                   |   |  |             |             |  |  |       |       |
|  | China          | 0              | Austrália      | 2 (3) |                   |                   |   |  |             |             |  |  |       |       |
|  |                |                | Austrália      | 2 (3) |                   |                   |   |  |             |             |  |  |       |       |
|  |                | Países Baixos  | 2 (4)          |       | Terceiro lugar    | Terceiro lugar    |   |  |             |             |  |  |       |       |
|  |                | Países Baixos  | 2 (4)          |       | Terceiro lugar    | Terceiro lugar    |   |  |             |             |  |  |       |       |
|  | 13 de Dezembro | 13 de Dezembro |                |       | 16 de Dezembro    | 16 de Dezembro    |   |  |             |             |  |  |       |       |
|  | 13 de Dezembro | 13 de Dezembro |                |       | 16 de Dezembro    | 16 de Dezembro    |   |  |             |             |  |  |       |       |
|  | Índia          | 1              | Inglaterra     | 1     |                   |                   |   |  |             |             |  |  |       |       |
|  | Índia          | 1              | Inglaterra     | 1     | 11 de Dezembro    |                   |   |  |             |             |  |  |       |       |
|  |                |                | Países Baixos  | 2     |                   | Austrália         | 8 |  |             |             |  |  |       |       |
|  | Países Baixos  | 5              | Países Baixos  | 2     |                   | Austrália         | 8 |  |             |             |  |  |       |       |
|  | Países Baixos  | 5              |                |       |                   |                   |   |  |             |             |  |  |       |       |
|  | Canadá         | 0              |                |       |                   |                   |   |  |             |             |  |  |       |       |
|  | Canadá         | 0              |                |       |                   |                   |   |  |             |             |  |  |       |       |

#### Playoffs
| 10 de Dezembro |            |     |               |         |  |  |
| P1 16:45       | Inglaterra | 2-0 | Nova Zelândia | Reporte |  |  |

| 10 de Dezembro |        |     |       |         |  |  |
| P2 19:00       | França | 1-0 | China | Reporte |  |  |

| 11 de Dezembro |         |     |           |         |  |  |
| P3 16:45       | Bélgica | 5-0 | Paquistão | Reporte |  |  |

| 11 de Dezembro |               |     |        |         |  |  |
| P4 19:00       | Países Baixos | 5-0 | Canadá | Reporte |  |  |

#### Quartas-de-finais
| 12 de Dezembro |           |     |            |         |  |  |
| Q1 16:45       | Argentina | 2-3 | Inglaterra | Reporte |  |  |

| 12 de Dezembro |           |     |        |         |  |  |
| Q2 19:00       | Austrália | 3-0 | França | Reporte |  |  |

| 13 de Dezembro |          |     |         |         |  |  |
| Q3 16:45       | Alemanha | 1-2 | Bélgica | Reporte |  |  |

| 13 de Dezembro |       |     |               |         |  |  |
| Q4 19:00       | Índia | 1-2 | Países Baixos | Reporte |  |  |

#### Semi-finais
| 15 de Dezembro |            |     |         |         |  |  |
| S1 16:00       | Inglaterra | 0-6 | Bélgica | Reporte |  |  |

| 15 de Dezembro |           |               |               |         |  |  |
| S2 18:30       | Austrália | 2-2 (pn: 3-4) | Países Baixos | Reporte |  |  |

#### Finais
| 16 de Dezembro |            |     |           |         |  |  |
| 3/4 16:30      | Inglaterra | 1-8 | Austrália | Reporte |  |  |

| 16 de Dezembro |         |               |               |         |  |  |
| 1/2 19:00      | Bélgica | 0-0 (pn: 3-2) | Países Baixos | Reporte |  |  |

## Classificação e premiações
Segue-se, abaixo, as colocações finais das equipes participantes desta competição.
| Col. | Equipe        | Pts | J | V | E | D | GF | GC | Saldo | Resultado final                |
| ---- | ------------- | --- | - | - | - | - | -- | -- | ----- | ------------------------------ |
| 1º   | Bélgica       | 17  | 7 | 5 | 2 | 0 | 22 | 5  | +17   | Ouro                           |
| 2º   | Países Baixos | 14  | 7 | 4 | 2 | 1 | 22 | 8  | +14   | Prata                          |
| 3º   | Austrália     | 16  | 6 | 5 | 1 | 0 | 29 | 4  | +25   | Bronze                         |
| 4º   | Inglaterra    | 10  | 7 | 3 | 1 | 3 | 12 | 23 | -11   | Quarto lugar                   |
| 5º   | Alemanha      | 9   | 4 | 3 | 0 | 1 | 11 | 6  | +5    | Eliminado nas quartas-de-final |
| 6º   | Índia         | 7   | 4 | 2 | 1 | 1 | 13 | 5  | +8    | Eliminado nas quartas-de-final |
| 7º   | Argentina     | 6   | 4 | 2 | 0 | 2 | 12 | 11 | +1    | Eliminado nas quartas-de-final |
| 8º   | França        | 7   | 5 | 2 | 1 | 2 | 8  | 9  | -1    | Eliminado nas quartas-de-final |
| 9º   | Nova Zelândia | 4   | 4 | 1 | 1 | 2 | 4  | 8  | -4    | Eliminado nos playoffs         |
| 10º  | China         | 2   | 4 | 0 | 2 | 2 | 3  | 15 | -12   | Eliminado nos playoffs         |
| 11º  | Canadá        | 1   | 4 | 0 | 1 | 3 | 3  | 13 | -10   | Eliminado nos playoffs         |
| 12º  | Paquistão     | 1   | 4 | 0 | 1 | 3 | 2  | 12 | -10   | Eliminado nos playoffs         |
| 13º  | Espanha       | 2   | 3 | 0 | 2 | 1 | 6  | 7  | -1    | Eliminado na primeira fase     |
| 14º  | Irlanda       | 1   | 3 | 0 | 1 | 2 | 4  | 7  | -3    | Eliminado na primeira fase     |
| 15º  | Malásia       | 1   | 3 | 0 | 1 | 2 | 4  | 13 | -9    | Eliminado na primeira fase     |
| 16º  | África do Sul | 1   | 3 | 0 | 1 | 2 | 2  | 11 | -9    | Eliminado na primeira fase     |

- Critérios para a classificação final: 1º fase máxima atingida, 2º colocação nos grupos, 3º pontuação nos grupos, 4º partidas vencidas, 5º saldo de gols, 6º gols feitos.[30]

### Destaques
Seguem-se abaixo os destaques desta edição da Copa do Mundo.
- Total de partidas: 36.
- Total de gols (média por partida): 157 (4.36).
- Goleadores:  Blake Govers e  Alexander Hendrickx = 7;  Gonzalo Peillat = 6;  Jeremy Hayward,  Timothy Brand,  Tom Craig e  Thierry Brinkman = 4.
- Melhor jogador:  Arthur Van Doren.
- Melhor goleiro:  Primin Blaak.
- Mais jovem atleta da competição:  Thijs van Dam.
- Prêmio fair play:  Espanha.

## Ligação externa
- Site oficial da Federação Internacional de Hóquei (em inglês)